# HD 89307
HD 89307 är en ensam stjärna belägen i den mellersta delen av stjärnbilden Lejonet. Den har en skenbar magnitud av ca 7,06 och kräver åtminstone en handkikare för att kunna observeras. Baserat på parallaxmätning inom Hipparcosuppdraget på ca 30,9 mas, beräknas den befinna sig på ett avstånd på ca 106 ljusår (ca 32 parsek) från solen. Den rör sig bort från solen med en heliocentrisk radialhastighet på ca 32 km/s.

## Egenskaper
HD 88133 är en gul till vit stjärna i huvudserien av spektralklass G0 V. Den har en massa som är ungefär lika med en solmassa, en radie som är ca 1,1 solradie och har ca 1,5 gånger solens utstrålning av energi från dess fotosfär vid en effektiv temperatur av ca 5 000 - 6 000 K.

## Planetsystem
År 2004 upptäcktes en exoplanet, HD 89307 b, i omloppsbana kring stjärnan.
| Planet | Massa           | Halv storaxel (AE) | Siderisk omloppstid (d) | Excentricitet | Inklination | Radie |
| ------ | --------------- | ------------------ | ----------------------- | ------------- | ----------- | ----- |
| b      | ≥1,78 ± 0,13 MJ | 3,27 ± 0,07        | 2 157 ± 63              | 0,241 ± 0,07  | -           | -     |